# Buschschwanz-Rennmaus
Die Buschschwanz-Rennmaus (Sekeetamys calurus) ist ein Nagetier aus der Unterfamilie Rennmäuse und die einzige Art ihrer Gattung.

## Beschreibung

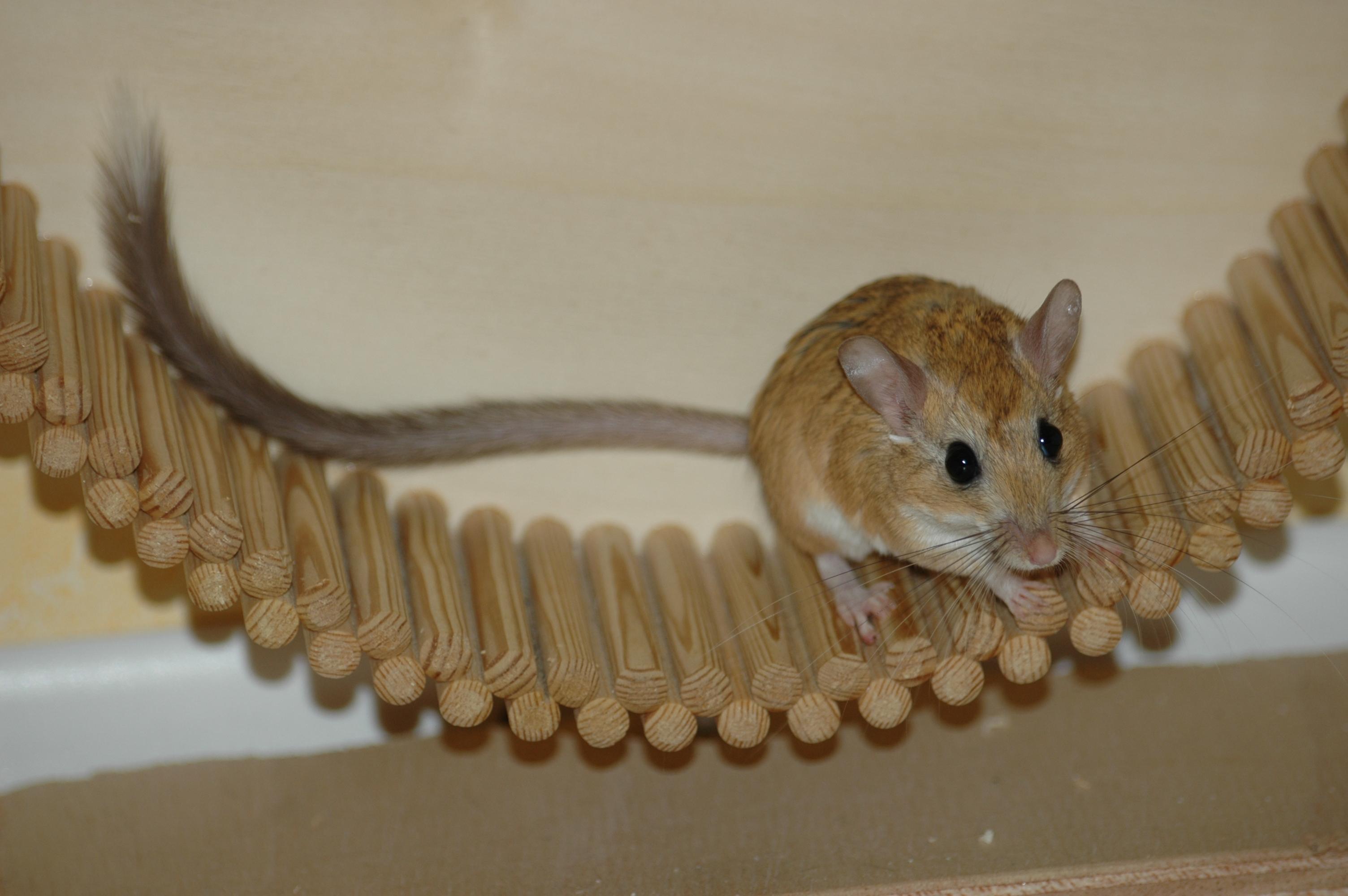
Buschschwanz-Rennmaus als Haustier.

Diese Rennmaus erreicht eine Kopf-Rumpf-Länge von 10 bis 12,5 cm und eine Schwanzlänge von 11 bis 16 cm. Das Fell ist an der Oberseite gelb- bis rötlich mit einem schwarzen Schatten. Der Bauch und die Gliedmaßen sind weißlich. Auffällig ist der braune, buschige Schwanz, der in einer weißen Quaste endet. Es sind auch Farbvarianten mit schwarzer Schwanzmitte und weißlicher Schwanzwurzel bekannt.
Die Buschschwanz-Rennmaus kommt in felsigen Regionen und Wüsten im nordöstlichen Afrika und in Westasien vor. Das Verbreitungsgebiet streckt sich entlang des Roten Meeres in Ägypten (einzelne Funde aus Sudan) über die Sinai-Halbinsel nach Israel, Jordanien und das westliche Saudi-Arabien. Eine isolierte Population lebt im zentralen Saudi-Arabien. In Gebirgen erreicht die Art 600 Meter Meereshöhe.
Diese Nagetiere graben ihre Baue unter Felsen oder Gebäuden. Weibchen gebären durchschnittlich 3 Jungtiere pro Wurf und maximal 6. Ein Exemplar lebte unter menschlicher Aufsicht fast 5,5 Jahre.
Die IUCN listet sie als nicht gefährdet (Least Concern).